# Trimethylboritan
Trimethylboritan je organická sloučenina se vzorcem B(OCH3)3. Tato látka je hořlavá a hoří zeleným plamenem kvůli přítomnosti boru. Trimethylboritan je mírně jedovatý, LD50 je asi 6 150 mg/kg.

## Výroba
Tato látka se vyrábí reakcí kyseliny borité s methanolem podle rovnice:

B(OH)3 + 3CH3OH → B(OCH3)3 + 3H2O

Problém této reakce je, že je vratná. Aby se snížilo množství nezreagované kyseliny borité a methanolu, stačí snížit pH směsi, nejčastěji se k tomuto používá kyselina sírová. Tato směs se následně destiluje, aby se vytvořila čistá látka. Vzniklý produkt se suší například pomocí chloridu vápenatého aby se minimalizovalo množství obsahu vody.

Popřípadě lze použít bromid boritý a methanol, pak ale místo vody vzniká bromovodík:

BBr3 + 3CH3OH → B(OCH3)3 + 3HBr

## Reakce

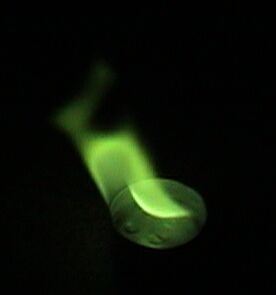
Hoření

Tato látka reaguje při kontaktu s vodou za vzniku methanolu a kyseliny borité.

Při zapálení trimethylboritanu vzniká oxid uhličitý a voda:

2 B(OCH3)3 + 9 O2 → B2O3 + 6 CO2 + 9 H2O